# Vasziló
Vasziló (szlovákul Vasiľov) község Szlovákiában, a Zsolnai kerületben, a Námesztói járásban.

## Fekvése
Námesztótól 11 km-re délnyugatra, az Hrustin-patak partján fekszik.

## Története
A falu a 16. század közepén keletkezett a vlach jog alapján, az árvai várhoz tartozott a falusi bíró igazgatása alatt. 1554-ben „Wasylow” alakban említik először. Az uradalom birtokosa ekkor Thurzó Ferenc volt, aki megbízta Hyra Félixet, hogy ezen a helyen új falut alapítson. Az alapító leszármazottai ma is élnek a községben. Első lakói ruszin pásztorok voltak. Az első adóösszeírás szerint 4 jobbágytelke volt. Lakói a 16. század közepén épített lokcai fatemplomba jártak istentiszteletre. 1624-ben mintegy 90-en lakták. 1715-ben 150 volt a lakosok száma. 1778-ban 269-en éltek a faluban.
A 18. század végén Vályi András így ír róla: „VASZILÓ. Tót falu Árva Várm. földes Ura a’ Királyi Kamara, lakosai katolikusok, fekszik Námesztóhoz 1/2 mértföldnyire; határja tsupán tavaszi vetést terem.”
1828-ban 87 házában 448 lakos élt, akik főként mezőgazdasággal foglalkoztak.
Fényes Elek 1851-ben kiadott geográfiai szótárában így ír a faluról: „Vaszilló, tót falu, Árva vmegyében, 448 kath. lak. Árpát, zabot termeszt. Gyolcsot sző. Sessiója 32 5/8. F. u. az árvai uradalom. Ut. p. Rosenberg.”
1899 után nevét „Kisvászoly”-ra magyarosították, de ez nem bizonyult maradandónak. A trianoni diktátumig Árva vármegye Námesztói járásához tartozott.

## Népessége
| Év:            | 1994. | 2004.   | 2014.   | 2024.   |
| -------------- | ----- | ------- | ------- | ------- |
| Emberek száma: | 767   | 757     | 819     | 818     |
| Eltérés:       |       | -1,30 % | +8,19 % | -0,12 % |

| Év:            | 2023. | 2024.   |
| -------------- | ----- | ------- |
| Emberek száma: | 823   | 818     |
| Eltérés:       |       | -0,60 % |

1910-ben 386, túlnyomórészt szlovák lakosa volt.
2001-ben 768 lakosából 764 szlovák volt.
2011-ben 795 lakosából 781 szlovák.

## Nevezetességei
- A Fájdalmas Szűznek szentelt kápolnája 1918-ban épült, barokk mellékoltára a 18. század első felében készült.
- Római katolikus templomát 1990 és 1998 között építették. Alapkövét még II. János Pál pápa áldotta meg első szlovákiai útja során.

## Külső hivatkozások
- Hivatalos oldal Archiválva 2018. július 20-i dátummal a Wayback Machine-ben
- E-obce.sk Archiválva 2010. február 18-i dátummal a Wayback Machine-ben
- Községinfó
- Vasziló Szlovákia térképén